# Apheloria
Apheloria một chi cuốn chiếu lưng dẹt thuộc họ Xystodesmidae, sinh sống ở miền trung và đông nam Hoa Kỳ, và nằm ở phía bắc như nam Quebec, Canada. Chúng có màu đỏ xám và tương phản với màu đỏ vàng, và một số loài ở dãy núi Appalachia giống với các loài Brachoria nơi chúng có phạm vi phân bố trùng nhau, một hiện tượng được gọi là bắt chước kiểu Müller.
Apheloria polychroma sinh sống ở các núi Cumberland ở phía Tây Nam Virginia, Hoa Kỳ. Vỏ loài này màu sắc lộng lẫy, có một lớp xyanua cực độc, lượng chất cực độc đủ để hạ gục 18 con chim trưởng thành trong chốc lát. Đây như là một cơ chế bảo vệ sinh vật này khỏi các loài chim săn mồi.